# Labège
Labège ist eine südfranzösische Gemeinde mit 4316 Einwohnern (Stand 1. Januar 2022) im Département Haute-Garonne in der Region Okzitanien.

## Geographie
Die Stadt liegt an der Querung des Jakobswegs über den Fluss Hers. Sie liegt südöstlich von Toulouse und gehört dem 2001 gegründeten Gemeindeverband Sicoval an. Nachbargemeinden sind Toulouse im Norden, Saint-Orens-de-Gameville im Osten, Escalquens und Castanet-Tolosan im Süden und Auzeville-Tolosane und Ramonville-Saint-Agne im Westen.

## Geschichte
Während des Mittelalters war Labège eine Streusiedlung, welche auf dem gesamten Gemeindegebiet verteilt war. Ab dem Ende des Mittelalters hat sich ein Gemeindekern um die Kirche entwickelt. Die erste Kirche wurde 1232 vom Erzpriester Caraman erbaut. Seit 1960 befinden sich zahlreiche Büros und Labore auf dem Gebiet des „Labège Innopole“ (nördlich des Gemeindekerns).

## Bevölkerungsentwicklung
Von März 2008 bis März 2014 war Christian Lavigne (Parti Socialiste) Bürgermeister. Seitdem ist es Claude Ducert.
| 1968 | 1975 | 1982 | 1990 | 1999 | 2009 | 2017 |
| ---- | ---- | ---- | ---- | ---- | ---- | ---- |
| 683  | 1403 | 1628 | 2148 | 3149 | 3803 | 4044 |

## Infrastruktur
Labège besitzt zwei Bahnhöfe an der Bahnstrecke Bordeaux–Sète: Labège-Innopole und Labège-Village. Diese werden von Zügen des TER Occitanie bedient.
In Labège befindet sich die École nationale supérieure des ingénieurs en arts chimiques et technologiques (ENSIACET).

## Baudenkmäler
- Taubenturm, erbaut im 18. Jahrhundert

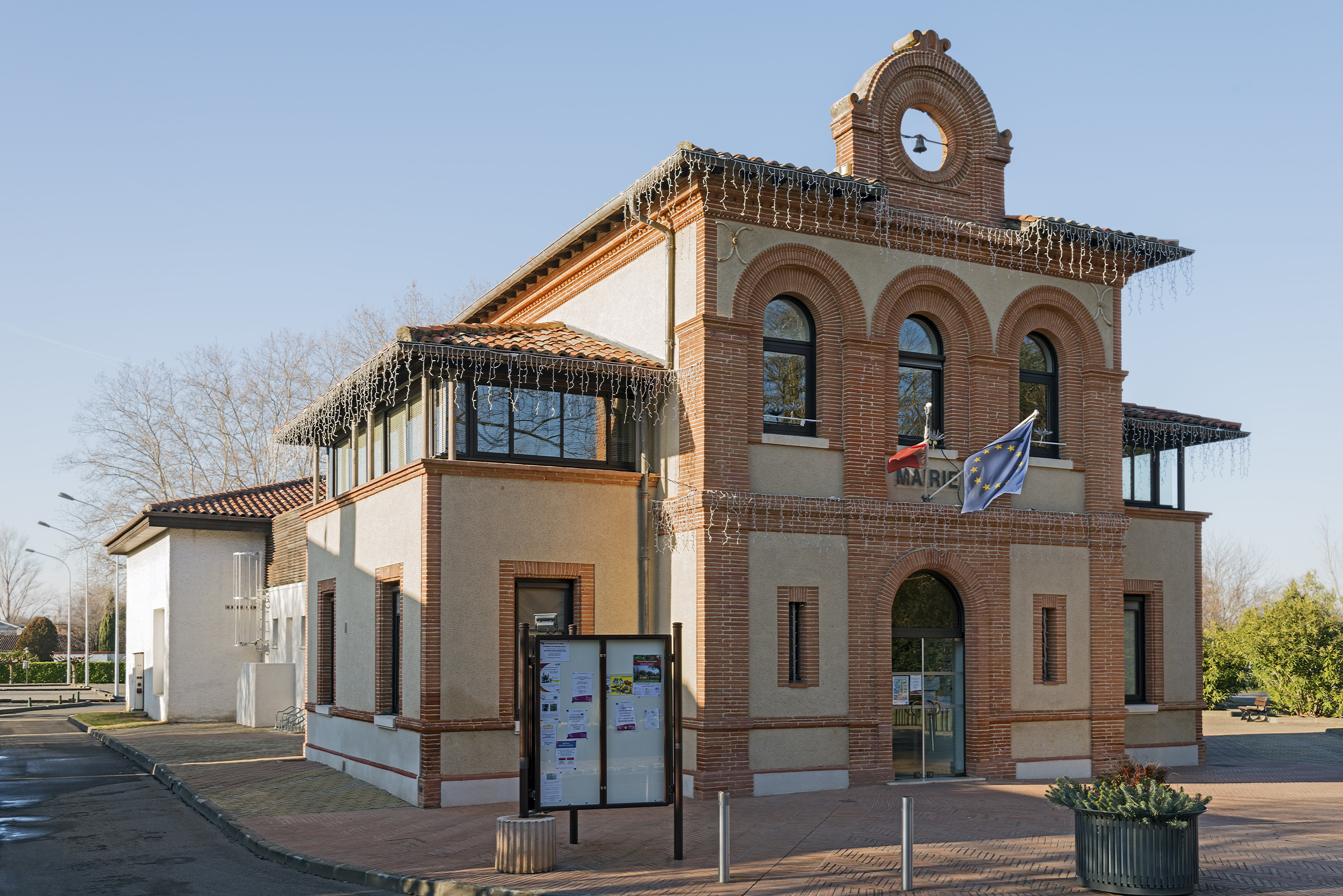
Rathaus
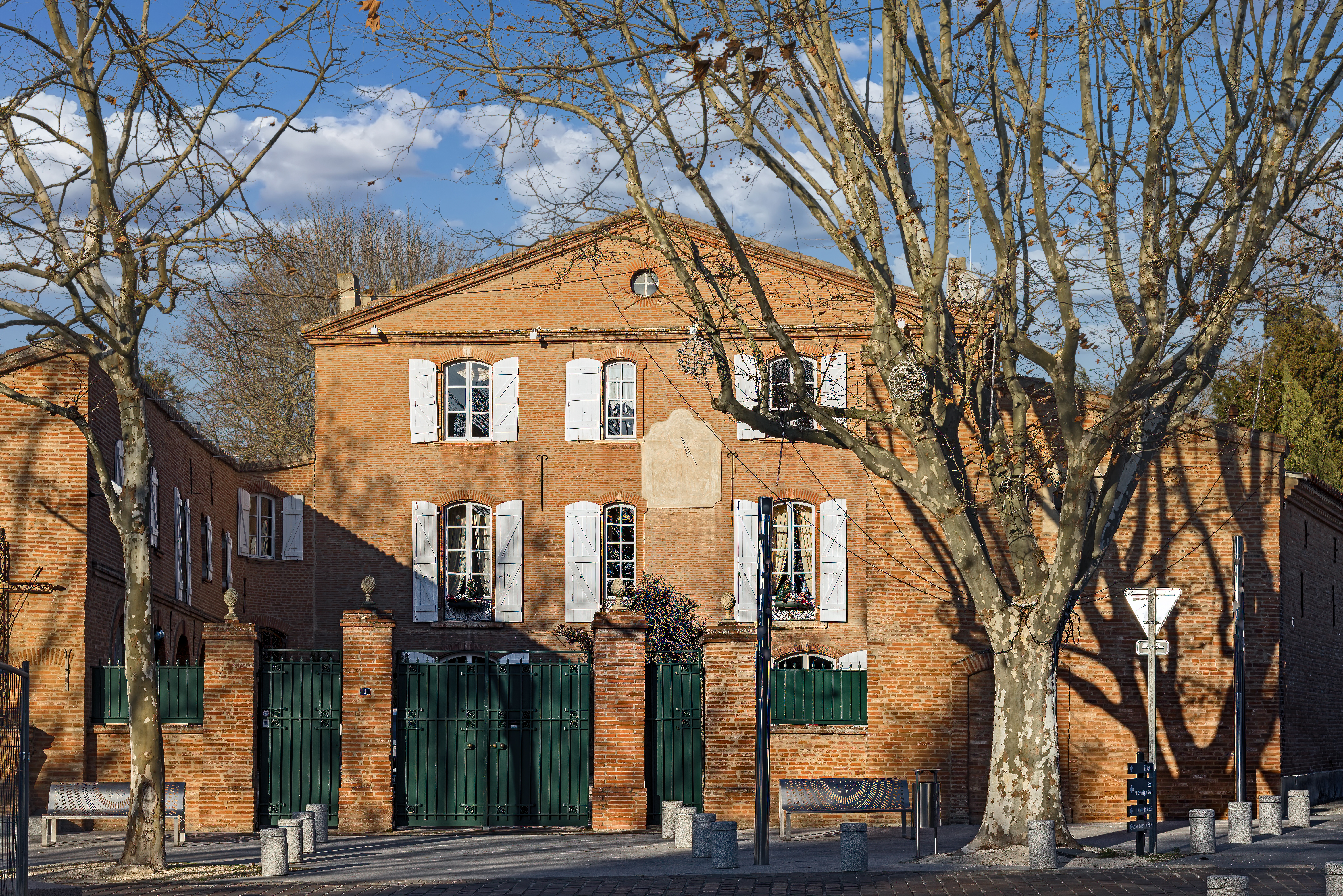
Herrenhaus
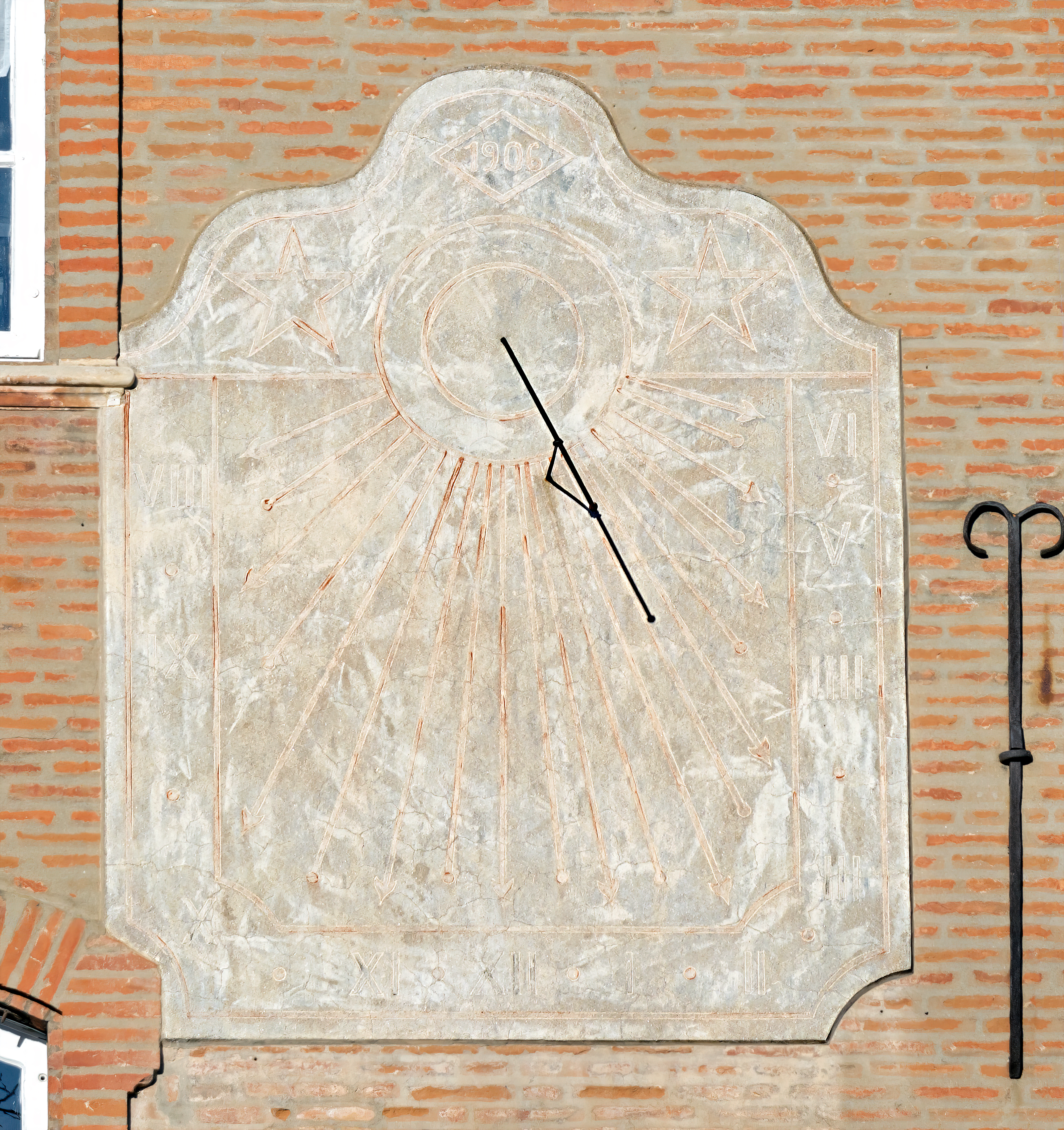
Sonnenuhr von 1906
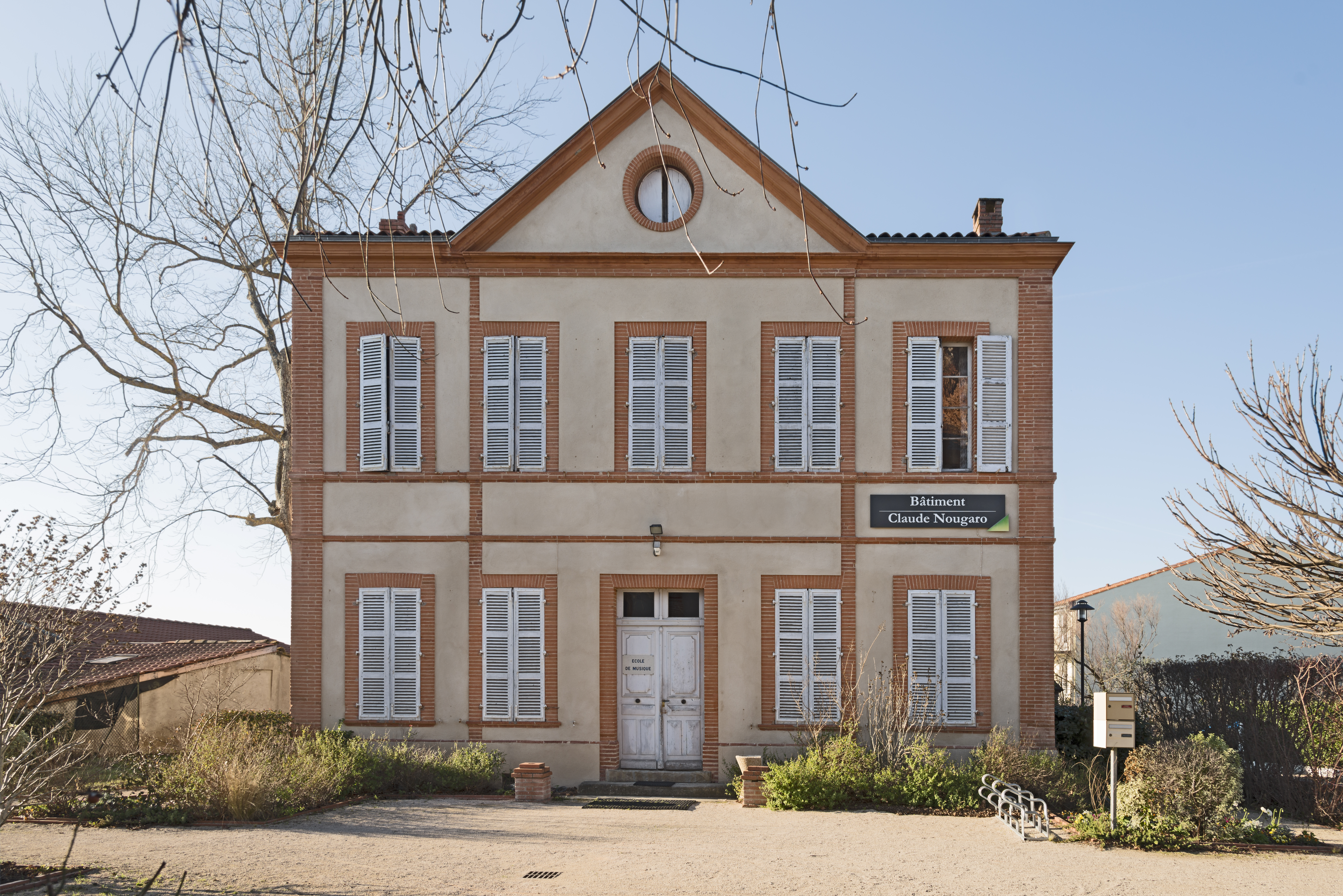
Musikschule Claude Nougaro
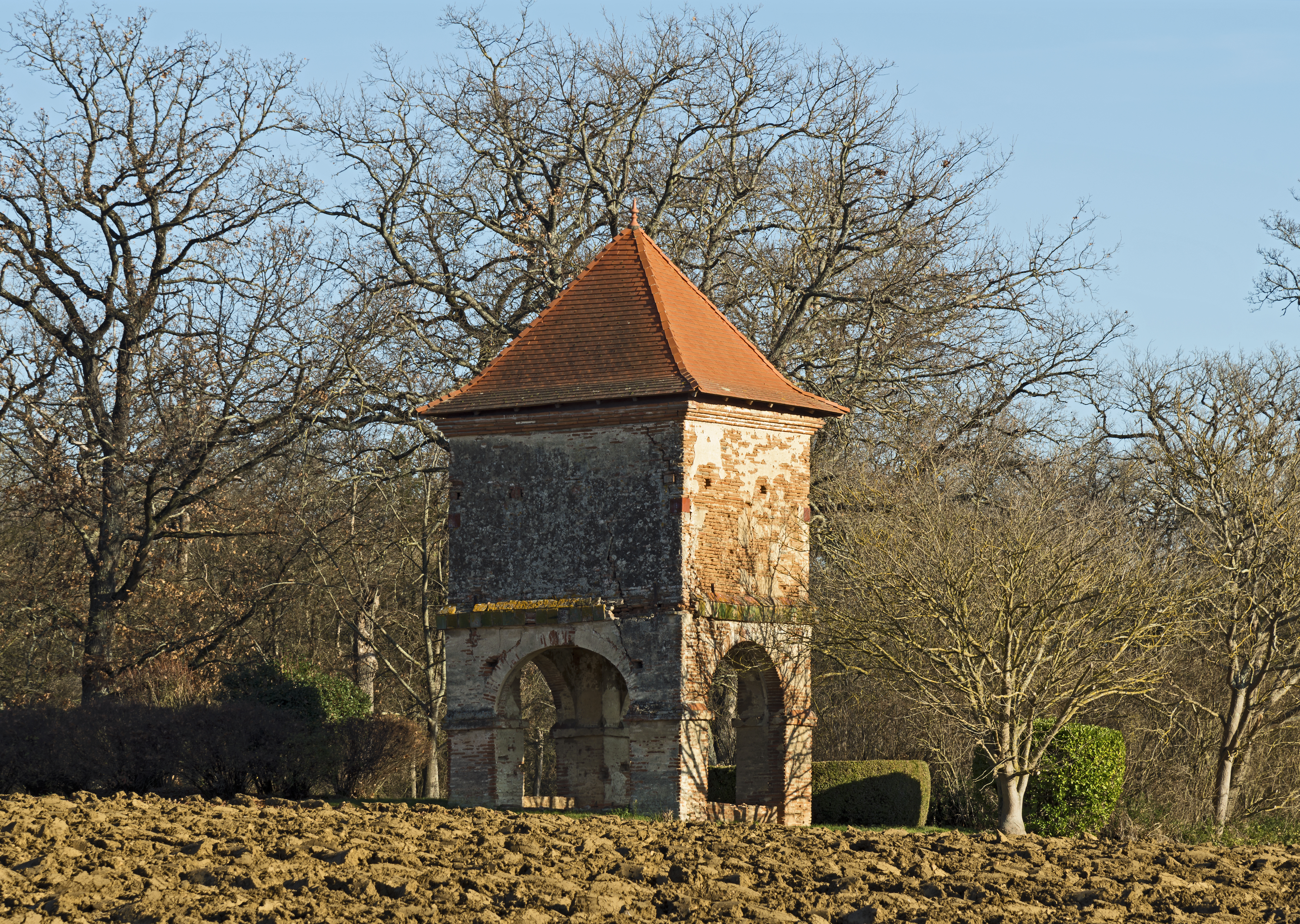
Taubenturm von Bouysset
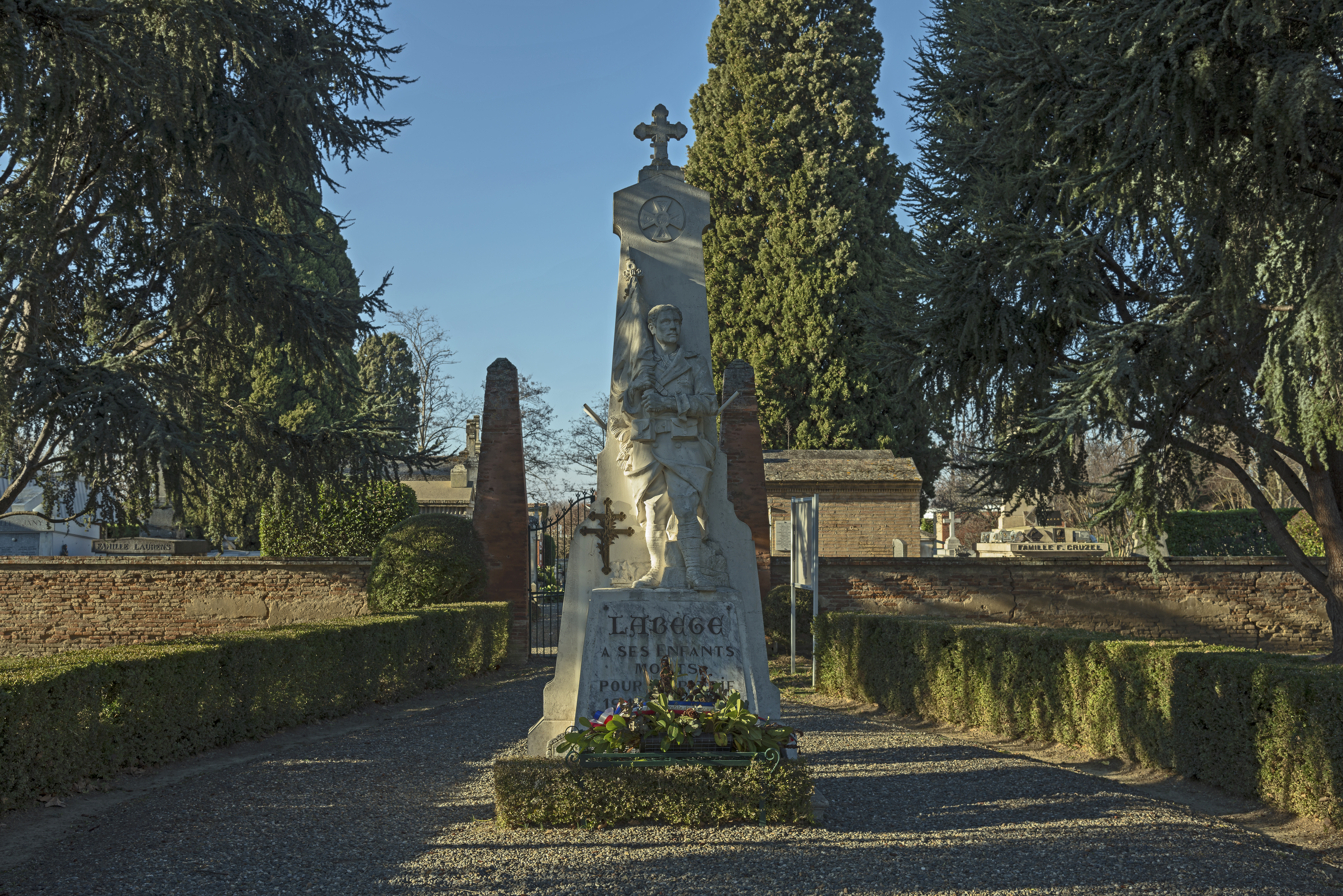
Kriegerdenkmal